# موريس مشارتلي
موريس مشارتلي (بالإنجليزية: Maurice McHartley)‏ مواليد 1 أغسطس 1942 في ديترويت، هو لاعب كرة سلة أمريكي سابق. تم اختياره من قبل فريق أتلانتا هوكس خلال الدرافت. يبلغ طوله 6 قدم 3 بوصة (1.9 م). لعب مع بروكلين نتس في الدوري الأمريكي لكرة السلة للمحترفين.

## روابط خارجية
- موريس مشارتلي على موقع سبورتس رفرنس (الإنجليزية)
- موريس مشارتلي على موقع ريلجم (الإنجليزية)
- موريس مشارتلي على موقع بروبوليرز (الإنجليزية)